# ІМР-2
ІМР-2 — інженерна машина розгородження, модель 2. Розроблена з урахуванням досвіду використання з 1960-х років машини ІМР в другій половині 1970-х років, на сучасній транспортній базі того часу і з урахуванням вимог тодішньої воєнної доктрини колишнього СРСР на ведення наступальної ядерної війни.
У 1980 році постановою ЦК КПРС і Ради Міністрів СРСР від 28 квітня 1980 року за № 348—102 і наказом Міністра оборони від 3 червня 1980 року за № 0089, інженерна машина розгородження була прийнята на озброєння Радянської армії під позначенням ІМР-2.

## База і основне озброєння
Базова машина (виріб 637) — броньована гусенична машина, на базі вузлів і агрегатів танка Т-72А. У корпус «виробу 637» були внесені зміни: посилено дно, змінена конструкція підбаштового листа, прилади спостереження замінені оглядовим склом, на носову частину корпусу приварені складники кріплення робочого обладнання.

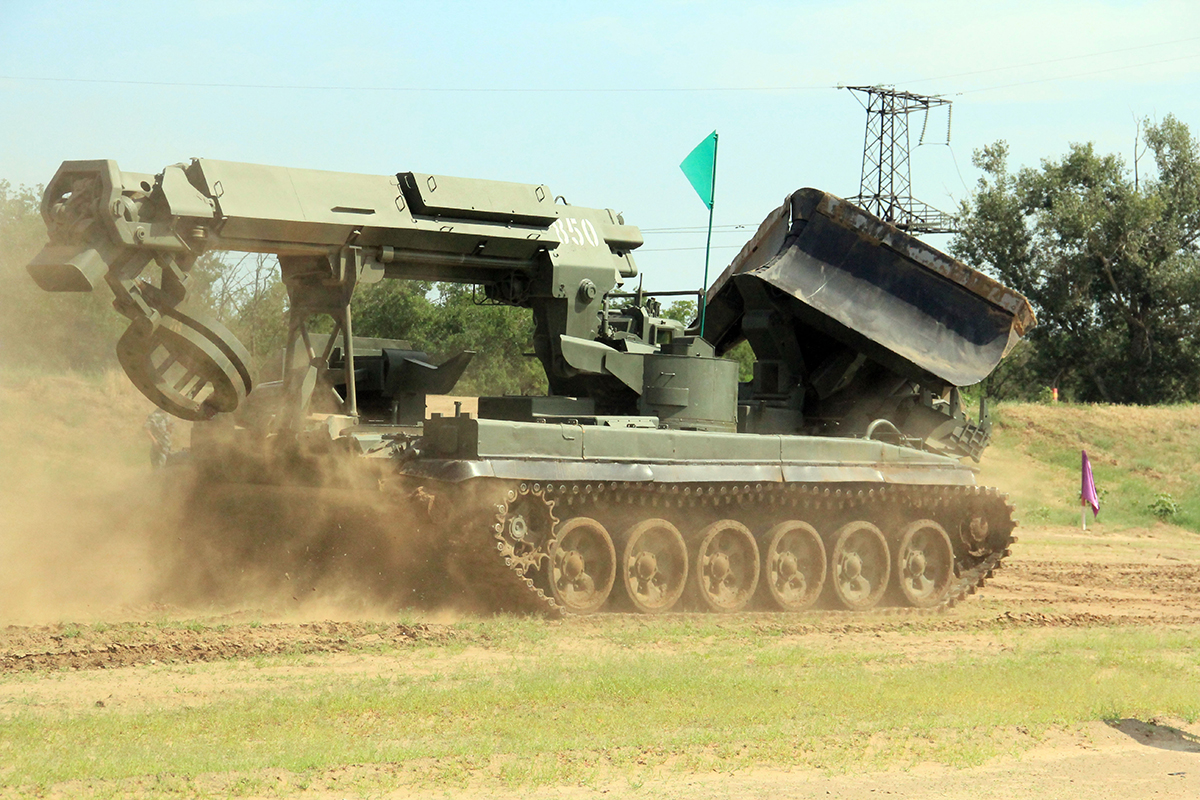
На ходу

Корпус машини поділений на два відділення: управління та трансмісійне.
Відділення керування розташоване в носовій (місце механіка/водія) і середній частинах корпусу (місце оператора). Трансмісійне відділення займає задню частину корпусу, в ньому знаходиться двигун машини, розташований поперечно і зміщений до лівого борту.
Для водіння по заданому курсу в умовах обмеженої видимості і відсутності орієнтирів базова машина має гіронапівкомпас.
Прилади спостереження механіка-водія включають денний і нічний прилади спостереження, що забезпечують водіння і роботу ІМР-2 в будь-який час доби і в умовах будь-якої запиленості.
Машина оснащена системою захисту від ЗМУ, системою димовипускань і пожежним обладнанням.
Для оборони машина озброєна 7,62-мм кулеметом, який встановлюється над вежею оператора.

## Робочі органи
Складники робочого обладнання машини:
- універсальний бульдозер
- телескопічна стріла з маніпулятором-захватом
- колійний мінний трал
- установка розмінування з двома пусковими установками в кормі машини.

Універсальний бульдозер може здійснювати розробку і переміщення ґрунту, розчищення снігу і чагарнику, валку дерев, корчування пнів, влаштування проходів у лісових завалах і руйнуваннях.
Телескопічна стріла — до кронштейна вежі шарнірно прикріплена, розташована на поворотній платформі.
Стріла має оригінальний маніпулятор, який копіює дії руки людини і має шість незалежних положень. Управління стрілою і маніпулятором здійснює оператор машини з пульта, що розміщується в башті, за допомогою електрогідравлічної системи.
У процесі роботи можуть виконуватися такі операції: поворот стріли, підіймання й опускання стріли, висування і втягування стріли, підйом і опускання захвата-маніпулятора, поворот захвата, розкриття і закриття захвата.
Конструкція стрілового обладнання дозволяє поєднувати окремі операції. Наприклад, поворот стріли і розкриття (закриття) захвата тощо.
Колійний мінний трал КМТ-Р є робочим органом ІМР-2.
Трал призначений для самостійного подолання машиною протитанкових мінних полів із ПТМ всіх типів, у тому числі протиднищових із штирьовим підривником.
Трал складається з трьох основних частин: лівої та правої ножових секцій (аналогічної конструкції) і механізму переведення з похідного в робочий стан. Ножова секція складається з робочого органу (три ножі, відвал коробчастої форми, відкидне крило), балансира, врівноважувального пристрою, штирьового пристрою тралення протиднищових мін, лижі, що копіює рельєф і тралового зимового пристрою.
У робочому положенні ножі трала заглиблюються в землю. Якщо на їх шляху попадається міна, вона ножами виводиться з ґрунту, потрапляє на відвал і відводиться в сторону за колію гусениць танка.
Окрім механічного видалення (з підривом чи без підриву) мін на ширину колії для організації проїзду / проходу через мінне поле, ІМР-2 також має змогу здійснювати прокладення проходів через мінні поля шляхом підриву. Для цього на кормі машини встановлено пускові установки розмінування. Пускові установки направляють по напрямній реактивний снаряд, закріплений із зарядом розмінування. Заряд розмінування падає на мінне поле, відбувається підрив, від якого підриваються найближчі міни, створюючи безпечний прохід / проїзд. Заряджання пристрою після пуску робиться екіпажем вручну, із виходом з машини.

## ТТХ
- Маса, т
  - ІМР-2М1 — 44,5
  - ІМР-2М2 — 44,3
- Максимальна потужність двигуна-84, кВт / к. с. — 618/840
- Максимальна швидкість/заднім ходом, км/год — 59/3,9
- Запас ходу, км — до 500
- Ємність гідравлічної системи, л — 500
- Продуктивність насосної установки, л/хв — 456

### Продуктивність роботи
- Швидкість при роботі бульдозерним обладнанням, км/год — 8—12
- Темп прокладання проходів, км/год:
  - в лісових завалах — 0,34—0,35
  - у кам'яних завалах — 0,3—0,35
- Темп прокладання колонних шляхів, км/год — 5—10
- Максимальне тягове зусилля, кН — 275
- Розробка ґрунту бульдозерним обладнанням (копання ровів, улаштування з'їздів), м/год — 230—300
- Уривка траншей глибиною 1,1—1,3 м на ґрунтах I—IV категорій, м/год — 8—10
- Уривка котлованів (на глибину до 2,5 м) при проведенні рятувальних робіт на ґрунтах I—IV категорій, м3/год — 12—16
- Улаштування в'їздів в крутостях висотою 3—3,5 м, м3/год — 40—60

У ході і після робіт по ліквідації ЧАЕС машину переробили. Модифікована модель отримала назву ІМР-2М. Основна відмінність від попередньої ІМР-2, — нову машину оснастили ковшем-грейфером для роботи з сипучими матеріалами і рихлення. Інші доопрацювання стосувалися посилення радіаційного захисту екіпажу, демонтажу установки дистанційного розмінування, що дозволило модернізувати стрілу, збільшивши її винос і маневреність.

### Стріла
- Навантаження (розвантаження) розпушених матеріалів (ґрунтів), м3/год — 16—20
- Вантажність стріли, кН/кгс — 20/2000
- Повний виліт стріли
  - ІМР-2М1, м — 8,835
  - ІМР-2М2, м — 8,435
- Найбільший нахил косогору, що допускає впевнену роботу машини, град — 25
- Діаметр стовбура дерева, яке може звалити, см — 40

### Траління мін
- Швидкість мінного тралення трала, км/год
  - протитанкові міни натискної дії — 6—15
  - протидонні штирьові міни — не більше 7

- Тип машини — самохідна
- База доопрацьоване шасі танка Т-72
- Максимальне тягове зусилля, кН (кгс) — 275 (27500)
- Габаритні розміри в транспортному положенні, мм:
  - довжина — 9550
  - ширина — 3735
  - висота — 3680
- Габаритні розміри в робочому положенні, мм:
  - довжина — 15 730
  - ширина — 4350
  - висота — 3350
- Маса виробу, т — 44,5
- Максимальна потужність двигуна при 2000 об/хв, кВт (к. с.) — 618 (840)
- Ємність палива, л — 1200
- Швидкість при транспортному пробігу, км/год до — 60
- Продуктивність:
  - влаштування проходів, км/год — 0,3—0,45
  - прокладка доріг, км/год — 6—10
  - розробка ґрунту бульдозерним обладнанням, м3/год — 230—300
  - уривка котлованів, траншей, м3/год — 8—16
  - навантаження ґрунту, м3/год — 16—20
  - швидкість при проробленні проходів в мінних полях, км/год — 10—12
- Вантажність стріли на максимальному вильоті 8000 мм, кН (кгс) — 20 (2000)
- Висунення внутрішньої стріли, мм — 3000
- Найбільший кут підйому стріли, град — 30
- Найбільший кут опускання стріли, град — 45
- Кут повороту стріли, град — 360
- Ємність ковша, м3 — 0,5
- Коефіцієнт ослаблення радіоактивного випромінювання — 40

## Модифікації
| Характеристики                 | ІМР-1 | ІМР-2 | ІМР-3, ІМР-3М                                      |  |
| ------------------------------ | --- | --- | -------------------------------------------------- |  |
| База                           | Т-54 (Т-55) | Т-72А | Т-90                                               |  |
| Зображення                     | | |                                                    |  |
| Роки виготовлення              | 1969—1991 | з 1977 випробовування, в 1980 прийнята на озброєння, досі | з 1996 року                                        |  |
| Двигун                         | В-55 Виробник: ЧТЗ Марка: В-55 Тип: дизельний Об'єм: 38 880 см3 Найбільша потужність: 427 кВт (581 к. с.), при 2000 об/хв Граничний крутний момент: 2254 Н·м, при 1400 об/хв Конфігурація: V12 Циліндрів: 12 Витрата палива при змішаному циклі: 300..330 л/100 км Витрата палива на трасі: 190,,210 л/100 км Діаметр циліндра: 150 мм Хід поршня: 180 мм Ступінь стиснення: 15 Охолодження: рідинне Тактність (число тактів): 4 Рекомендоване паливо: дизельне ДЛ, ДЗ, ДА - Витрати палива на 100 км шляху, л.: Ґрунтовою дорогою — 280…450 По шосе — 240 | В-84 Тип двигуна: чотиритактний, V-подібний 12-циліндровий багатопаливний дизельний двигун рідинного охолодження з комбінованим наддувом від приводного відцентрового нагнітача (ПЦС) і інерційний Система сумішоутворення безпосереднє уприскування палива Потужність двигуна без опору на впуску і випуску, кВт (к. с.) 618 (840) Частота обертання, с−1 (об/хв) 33,3 (2000) Запас крутного моменту, % 18 Питома витрата пального, г/кВт*год (г/л. с.*год) 247 (182) Маса, кг 1020 Питома потужність, кВт/кг (к. с./кг) 0,6 (0,82) Діаметр циліндра, мм 150,0 Хід поршня в циліндрі з головним шатуном, мм 180,0 Хід поршня в циліндрі з причіпним шатуном, мм 186,7 Робочий об'єм, л 38,88 Найнижча температура надійного пуску двигуна без попереднього розігріву: −20 °C Допустимі умови експлуатації двигунів: — температура навколишнього повітря від −40 до +50 °С — відносна вологість повітря до 98 % при 20°С — висота над рівнем моря до 3000 м Порядок чергування спалахів рівномірний, через 60° повороту колінчастого валу Ступінь урівноваженості повна динамічна врівноваженість Запас ходу по пальному, км: 500 | В-84 на новіших В-84МС чи В-92                     |  |
| Розміри                        | Довжина корпусу, мм 8950..15380 Ширина корпусу, мм 3560..4150 Висота, мм 3290..3360 База, мм 3740 Колія, мм 2640 Кліренс, мм 420 | Габаритні розміри в транспортному положенні, мм: Довжина: 9950 Ширина: 3735 Висота: 3680 |                                                    |  |
| Обладнання                     | - Двобічний бульдозерний відвал - Кран-маніпулятор (до 2 т.) | - Двобічний бульдозерний відвал - Кран-маніпулятор (до 2 т.) - Пускова установка дистанційного заряду розмінування - Мінний трал |                                                    |  |
|                                | | |                                                    |  |
| Коефіцієнт ослаблення радіації | 10 | 40 | ІМР-3=120, ІМР-3М=80                               |  |
|                                | | |                                                    |  |
| У Вікісховищі                  | Вікісховище має мультимедійні дані за темою: ІМР | Вікісховище має мультимедійні дані за темою: ІМР-2 | Вікісховище має мультимедійні дані за темою: ІМР-3 |  |
|                                | | |                                                    |  |

Імр-2
Під час виконання проходів:
- у лісних завалах, м/год.: 340—450
- у кам'яних завалах, м/год.: 300—350

У разі прокладання колонних шляхів, км/год.: 6—10.
Для переміщення ґрунту, м/год.: 230—300.
Середня транспортна швидкість, км/год.: 45.
Екіпаж, осіб: 2

### Модифікації ІМР-2
- ІМР-2 (об. 637, 1980 р.) — інженерна машина розгородження, обладнаний краном-стрілою (вантажність 2 т на повному вильоті 8,8 м), бульдозерним відвалом, мінним тралом, ПУ заряду розмінування. В серійному виробництві з 1982 р.
- ІМР-2Д (Д — «Доопрацьована») — ІМР-2 з посиленим захистом від радіації, ослаблення випромінювання до 2000 разів. Працювали в Чорнобилі. Не менше 3-х побудовані в червні-липні 1986 р.
- ІМР-2М1 — осучаснений варіант ІМР-2 без ПУ заряду розмінування, далекоміра і кулемета ПКТ, але з посиленим бронюванням. Кран-стрілу доповнено шкребком-розпушувачем. Продуктивність інженерного обладнання залишилася колишньою. Прийнята на озброєння в 1987 р., випускалася з 1987 по 1990 рр.
- ІМР-2М2 — удосконалений варіант ІМР-2М1 із більш потужним багатофункціональним бульдозерним обладнанням, кран-стріла отримала універсальний робочий орган (УРО) замість кліщового захвату. УРО має можливості маніпулятора, грейфера, зворотної та прямої лопати, скребачки і розпушувача. Прийнята на озброєння в 1990 р.
- «Робот» — ІМР-2 з дистанційним керуванням, 1976 р.
- «Клин-1» (об. 032) — ІМР-2 з дистанційним керуванням. В червні 1986 р. побудовано дослідний примірник.
- «Клин-1» (об. 033)- машина керування «об'єкта 032», також на шасі ІМР-2. Екіпаж — 2 особи (водій та оператор).
- ІМР-3 — інженерна машина розгородження, подальший розвиток ІМР-2. База Т-90. Дизель В-84, В-84МС, В-92. Бульдозерний відвал, гідравлічна стріла-маніпулятор, ножовий колійний мінний трал.

## Оцінка машини
|  | У лютому-березні 1986 р. ми отримали нову техніку. Це були інженерні машини розгородження ІМР-2. Переозброєння на нові машини проходило відповідно до директиви Генштабу про реорганізацію ЗС, а точніше в межах програми «Дивізія-86». В цей час з'являється нова наступальна доктрина, змінюються штати підрозділів, отримують нову техніку, яка би могла забезпечити наступальні дії, в цьому випадку, нашої механізованої дивізії. В інженерних підрозділах такою машиною стала ІМР-2. Коли отримали нові машини, то були певні складнощі. По-перше, з залізничних платформ їх зганяли танкісти, бо механіків для ІМР-2 якраз готували в Прибалтиці, і на мить отримання нової техніки, в дивізії їх просто не було. Танкісти взагалі дуже допомогли. Але переважно все довелося робити самому: читати технічні Керівництва, самому тиснути на кнопки й важелі. Навчався я на більш старих танках, і танк Т-72 як база машини для мене був новим. Загалом ІМР-2 була схожа на попередню ІМР, але внутрішнє обладнання було менше за розмірами. Новинкою була поява ножового трала і установки розмінування. Щодо керування, то в ІМР-2 воно було простіше і легше на відміну від ІМР завдяки тому, що була гідравлічна трансмісія, а не механічна. Новинкою стала так само і система ПАЗ. Її суть у чому? Коли прилад радіаційної та хімічної розвідки ГО-27 визначає загрозу, система зупиняє, глушить двигун, зачиняються всі жалюзі і машина стає непроникною, вимикається електропостачання, працює тільки рація і аварійне світло. Через 4,5 сек. вмикається фільтровентиляційна установка. Далі (приблизно за 15-20 секунд) вже можна заводити двигун. Коли вперше спробував роботу ПАЗ на собі, то був у шоку — двигун заглух, машина зупинилася, все стукає, закривається, світло гасне. Відчуття ніби кілька в банці. Це зараз смішно, а тоді... Дуже вдалим виявився робочий орган — маніпулятор — і особливість роботи з ним. Вона була легка і дуже універсальна. Так, моїм служивим солдатам вдавалося за допомогою маніпулятора закривати відкриту коробку від сірників. Що ж стосується самої базової машини — танка Т-72, то скажу, що машина захищена, зручна, надійна, проста в експлуатації. — підполковник Євген Старостін, Яворів, Україна, 306 окремий інженерно-саперний батальйон 24 мд |

- Хоч ІМР (як давніші, на базі Т-55, так і ІМР-2 на базі Т-72) і застосовувалися в Афганістані, свої повні можливості вони там проявити не могли. Причина — камінний скелястий ґрунт і гірська місцевість. Основне застосування подібне БАТ'ам
- Справжньою перевіркою для ІМР'ів став Чорнобиль. У ході усунення наслідків катастрофи, постала проблема підвищення захисних властивостей інженерної техніки для виконання робіт у безпосередній близькості від зруйнованого енергоблоку. Вже в травні 1986 там виконували завдання до 12 машин ІМР[8]. Основну увагу було звернено на їх удосконалення, підвищення захисних властивостей. Саме в Чорнобилі ці машини показали свої найкращі якості і лише ІМР виявилася єдиною машиною здатною працювати біля зруйнованого ядерного реактора. Вона починала зводити навколо реактора саркофаг, доправляла і встановлювала кранове обладнання.

Недоліки
- На лобовій частині бульдозерного ножа був наварений сталевий лист 8—10 мм. Для роботи в земляних ґрунтах цього було досить. А коли довелося розбирати завали з бетону, то бетон пробивав лобовий лист відвала, у дірки потрапляв радіаційний графіт, і його звідти ніхто не виймав, так і заварювали отвори. Як наслідок, радіаційний фон машини постійно зростав.
- Незадовільно — повільна робота гідравліки, внаслідок чого витрачалося більше часу на певний вид роботи, в умовах радіації.
- Незручність в роботі з радіостанцією яка знаходилася позаду праворуч — краще, щоби вона була ліворуч.
- Прилад хімічної розвідки ГО-27 перебував з лівого від механіка боку у кутку, і, щоб зняти з нього показники, механік повинен був нахилятися набік, а він веде машину отже відвертати увагу водія не бажано. Прилад краще б перенести в кабіну оператора.
- Недостатній огляд з місця механіка[9]. Через це були проблеми.
- Форма машини не дозволяла із належною ефективністю проводити деактивацію, тому більшість ІМР'ів назавжди залишилися в могильнику ЧАЕС поблизу Прип'яті.